# Clayhidon
Clayhidon est un village et une paroisse civile du Devon, situé dans l'Angleterre du Sud-Ouest. 
La paroisse, c'est St. Andrews et elle se trouve dans les Blackdown Hills et ses limites nord et est font partie de la frontière Devon-Somerset. Du Sud-Est, elle a des limites avec les paroisses du Devon d'Upottery, Luppitt et Hemyock .  
Des informations actuelles sur la vie de la paroisse, y compris les débats détaillés du conseil paroissial de Clayhidon depuis novembre 2002, peuvent être trouvées sur un site Web communautaire, lancé en mars 2011. L'histoire de la paroisse se trouve dans la bibliothèque d'Uffculme et une ancienne carte peut être trouvée sur le site Web Bibliothèque local d'études de Devon.